# Fivelandia 15
Fivelandia 15 è un album raccolta contenente sigle di programmi televisivi per bambini in onda sulle reti Mediaset, pubblicato nel 1997.

## Tracce
Testi di Alessandra Valeri Manera.
1. Simba: è nato un re (musica: Gianfranco Fasano) - 3:59
2. Una porta socchiusa ai confini del sole (musica: Silvio Amato) - 4:19
3. Mortadello e Polpetta: la coppia che scoppia (musica: Gianfranco Fasano) - 3:21
4. Barney (musica: Gianfranco Fasano) - 4:14
5. Spicchi di cielo tra baffi di fumo (musica: Gianfranco Fasano) - 3:25
6. Sulle ali dei Dragon Flyz (musica: Silvio Amato) - 3:36
7. Notizie da prima pagina (musica: Gianfranco Fasano) - 3:39
8. L'isola del tesoro (musica: Gianfranco Fasano) - 4:03
9. Un incantesimo dischiuso tra i petali del tempo (musica: Gianfranco Fasano) - 3:42
10. Le magiche ballerine volanti (musica: Silvio Amato) - 3:16
11. Beetleborgs: quando si scatena il vento dell'avventura (musica: Silvio Amato) - 3:35
12. Mille note in allegria con la Mozart Band (musica: Silvio Amato) - 2:50
13. Cenerentola (sorridi) (musica: Silvio Amato) - 3:20
14. Pazze risate per mostri e vampiri (musica: Vincenzo Draghi) - 3:26

## Interpreti e cori
- Cristina D'Avena (n. 1-2-3-5-7-8-9-10-12-13)
- Cristina D'Avena con la partecipazione di Pietro Ubaldi (n. 4-14)
- Enzo Draghi (n. 6-11)
- i Piccoli Cantori di Milano diretti da Laura Marcora, Marco Mojana, Moreno Ferrara, Marco Gallo, Vincenzo Draghi